# Тијера калијенте
Тијера калијенте (шп. tierra caliente — „жарка земља“) је најнижи климатско-вегетацијски појас у тропима Средње и Јужне Америке. Одликује га хумидна и жарку клима. Температура је ретко нижа од 20°C, најчешће у распону од 27-29°C, што је исто као и у низијским екваторијалним областима. Количина падавина износи 1.200 до 1.500 милиметара. Вегетација је бујна, па се у најнижим деловима јављају влажне тропске шуме, које чине пламе, фикуси и банане. У приобаљу их замењују мангровске шуме. На искрченим пољима гаје се пољопривредне културе — кукуруз, шећерна трска, банане (у нижим деловима) и кафа, дуван (у вишим деловима). Због неповољних климатских карактеристика овај појас је веома слабо насељен и захвата надморске висине до 1.000-1.500 метара. На њега се наставља тијера темплада.